# پاتریک شیک
پاتریک شیک (چکی: Patrik Schick؛ زادهٔ ۲۴ ژانویهٔ ۱۹۹۶) بازیکن فوتبال اهل جمهوری چک است که برای باشگاه بایر لورکوزن و تیم ملی فوتبال جمهوری چک بازی می‌کند.

## دوران باشگاهی

### اسپارتا پراگ
شیک در ۳ مه ۲۰۱۴ نخستین بازی لیگ خود برای اسپارتا پراگ را در پیروزی خارج از خانه ۳–۱ برابر تپلیتسه انجام داد. او در سال ۲۰۱۵ به صورت قرضی به بوهنمیانس پیوست.

### سمپدوریا
شیک در ژوئن سال ۲۰۱۶ با هزینه گزارش شده ۴ میلیون یورو به سمپدوریا پیوست. وی در نخستین فصل حضور خود در ایتالیا، در ۳۲ بازی لیگ حضور پیدا کرد و ۱۱ گل برای سمپدوریا به ثمر رساند. در ماه مه ۲۰۱۷ او از تمدید قرارداد خود امتناع کرد و انتظار انتقال به باشگاه دیگری را داشت. در ژوئن سال ۲۰۱۷، یوونتوس بند آزادسازی ۳۰ میلیون یورویی قرارداد شیک را پرداخت کرد. با این حال، شیک در دو تست پزشکی جداگانهٔ رد شد و سرانجام در ۱۸ ژوئیه یوونتوس از این انتقال عقب‌نشینی کرد.

### رم
در تاریخ ۲۹ اوت ۲۰۱۷، شیک با قراردادی با قیمت ۵ میلیون یورو به رم پیوست. این باشگاه در صورت دستیابی به اهداف ورزشی خاص، مبلغ ۹ میلیون یورو به همراه پاداش ۸ میلیون یورویی، موظف به خرید این بازیکن بود. علاوه بر این، اگر شیک قبل از ۱ فوریه ۲۰۲۰ توسط رم به فروش می‌رسید، سمپدوریا بسته به نوع رقم بیشتر، ۲۰ میلیون یورو یا ۵۰ درصد هزینه نقل و انتقالات دریافت می‌کرد. با این وجود، سمپدوریا در صورت بسته شدن پنجره نقل و انتقالات ژانویه، در فوریه ۲۰۲۰ ۲۰ میلیون یورو دریافت خواهد کرد. با احتساب همه جوایز احتمالی، قیمت ۴۲ میلیون یورویی بالاتر از هزینه قبلی رکورد انتقال باشگاه ۳۶ میلیون یورو (گابریل باتیستوتا) را شکست.

#### لایپزیگ (قرضی)
در ۲ سپتامبر ۲۰۱۹، لایپزیگ از امضای قرارداد با شیک در قرارداد قرضی با گزینه‌ای برای خرید دائمی او خبر داد.

### بایر لورکوزن
در ۸ سپتامبر ۲۰۲۰، شیک با قراردادی ۵ ساله با مبلغ ۲۶٫۵ میلیون یورو به بایر لورکوزن پیوست.

## سبک بازی
با توجه به عنوان یک بازیکن جوان امیدوار در رسانه‌ها، شیک یک چپ پا قد بلند و از نظر جسمی قوی اما در عین حال زیبا است که بسیار فرصت طلب است. اگرچه او معمولاً در یک نقش اصلی به عنوان مهاجم نوک بازی می‌کند، اما او همچنین می‌تواند به عنوان مهاجم دوم یا به عنوان یک وینگر راست بازی کند.
بازیکن سریع، قدرتمند، سختکوشی و چالاکی، او به دلیل توانایی خود در استفاده از بدن خود در نگه داشتن توپ با پشت به هدف، شناخته شده‌است، اما همچنین از تکنیک و مهارت‌های دریبل عالی و همچنین پیوند خوبی برخوردار است. بازی، که او را قادر می‌سازد برای اولین بار توپ را بازی کند، در ساخت بازی‌های تهاجمی شرکت کند، و برای هم تیمی‌ها پاس گل ارائه دهد. او در هوا هم خوب است و با سر خود قادر به زدن گل است.

## افتخارات

#### اسپارتا پراگ
- لیگ برتر فوتبال جمهوری چک:۱۴–۲۰۱۳
- جام حذفی فوتبال جمهوری چک:۱۴–۲۰۱۳
- سوپر جام فوتبال جمهوری چک:۲۰۱۴

#### بایر لورکوزن
- بوندسلیگای آلمان:۲۴–۲۰۲۳

#### ملی
- مدال برنز جام چین:۲۰۱۸

#### فردی
- بهترین بازیکن با استعداد جمهوری چک:۲۰۱۶